# Emil Langlet
Emil Viktor Langlet [langlé], född 26 februari 1824 i Borås, död 10 mars 1898, var en svensk arkitekt.

## Liv och verk
Emil Langlet tillhörde en ursprungligen fransk hugenottsläkt, som invandrat till Sverige på kung Karl X Gustavs tid. Han var son till järnkrämaren Johan Philip Langlet (född 1795), som miste hela sin förmögenhet genom ekonomiska spekulationer och av denna anledning reste till USA, utan att vidare höra av sig.
Emil Langlet utbildade sig på Chalmersska slöjdskolan i Göteborg och ägnade sig först åt mekanisk byggnadskonst i Göteborg. Från 1845 till 1851 studerade han vid Konstakademien i Stockholm och biträdde under denna tid Per Axel Nyström vid byggnadsprojekt i huvudstaden, bland annat med ritningar till cellfängelset. Emil Langlet fick också anställning vid stadens byggnadskontor. Sedan han 1850 vunnit akademins kungliga medalj studerade han vidare i Paris vid École des beaux-arts och för Guillaume-Abel Blouet (1795–1853), samt i Italien 1853–1856. År 1858 blev han ledamot av Konstakademien.
Under sitt sista år i Italien utarbetade han ett förslag i rundbågestil till Stortingshuset i Kristiania (Oslo). Byggnaden uppfördes 1861–1866. Under dessa år ritade Emil Langlet även byggnader i flera andra städer i Norge, till exempel börsbyggnad samt Drammens teater och rådhus i Fredrikstad.
Efter sin återkomst till Stockholm ingick han år 1867 i redaktionen för Tidskrift för byggnadskonst och ingeniörvetenskap. Denna övertog han 1871 ensam och omdanade till Nordisk tidskrift för byggnadskonst, vilken dock upphörde samma år. I denna tidskrift, liksom i sin fortsatta yrkesverksamhet, ivrade Langlet för en återgång till byggandet av centralkyrkor. Han ansåg att en sådan konfiguration var mest lämplig för protestantisk gudstjänst, med dess betoning av predikan, för att kunna samla åhörarna kring predikanten för att möjliggöra för alla se och höra honom. Redan 1857 hade han i Kristiania ställt ut förslagsritningar till en domkyrka enligt centralsystemet. Han byggde sedan tolv kyrkor enligt detta system, varav de största är Caroli och Pauli kyrkor i Malmö och Sävare kyrka i Skara stift.
För att belysa sina åsikter och deras tillämpning, utgav 1879 han planschverket Protestantiska kyrkobyggnader enligt centralsystemet, vilket innehåller planer och elevationer av hans främsta arbeten av detta slag. Bland Langlets profana byggnadsverk är Borgerskapets änkehus i Stockholm från 1879. Emil Langlet var en dristig och personligt lagd arkitekt och framför allt en skicklig konstruktör. Han blev arkitekt vid Överintendentsämbetet 1866 och var periodvis lärare vid Teknologiska institutet och Konstakademien. Från 1884 till 1886 ledde han arbetena för bevarande av Visby ringmur och var från 1886 till 1893 byggnadschef för restaureringen av Uppsala domkyrka. 
Langlet bodde från 1870-talet på herrgården Spetebyhall, som han lät uppföra i fransk renässansstil efter egna ritningar. Han gifte sig 1864 med författaren Mathilda Söderén och blev far till Filip, Abraham, Alexander och Valdemar Langlet.

## Centralkyrkor
- Caroli kyrka i Malmö
- Pauli kyrka i Malmö
- Sävare kyrka i Västergötland
- Kungsäters kyrka i Västergötland
- Snöstorps kyrka i Halland
- Silleruds kyrka i Värmland
- Gällivare nya kyrka i Lappland.
- Tranemo kyrka i Västergötland
- Håle-Tängs kyrka i Västergötland
- Beatebergs kyrka i Västergötland
- Erska kyrka i Västergötland
- Örsjö kyrka i Småland

## Bildgalleri, centralkyrkor

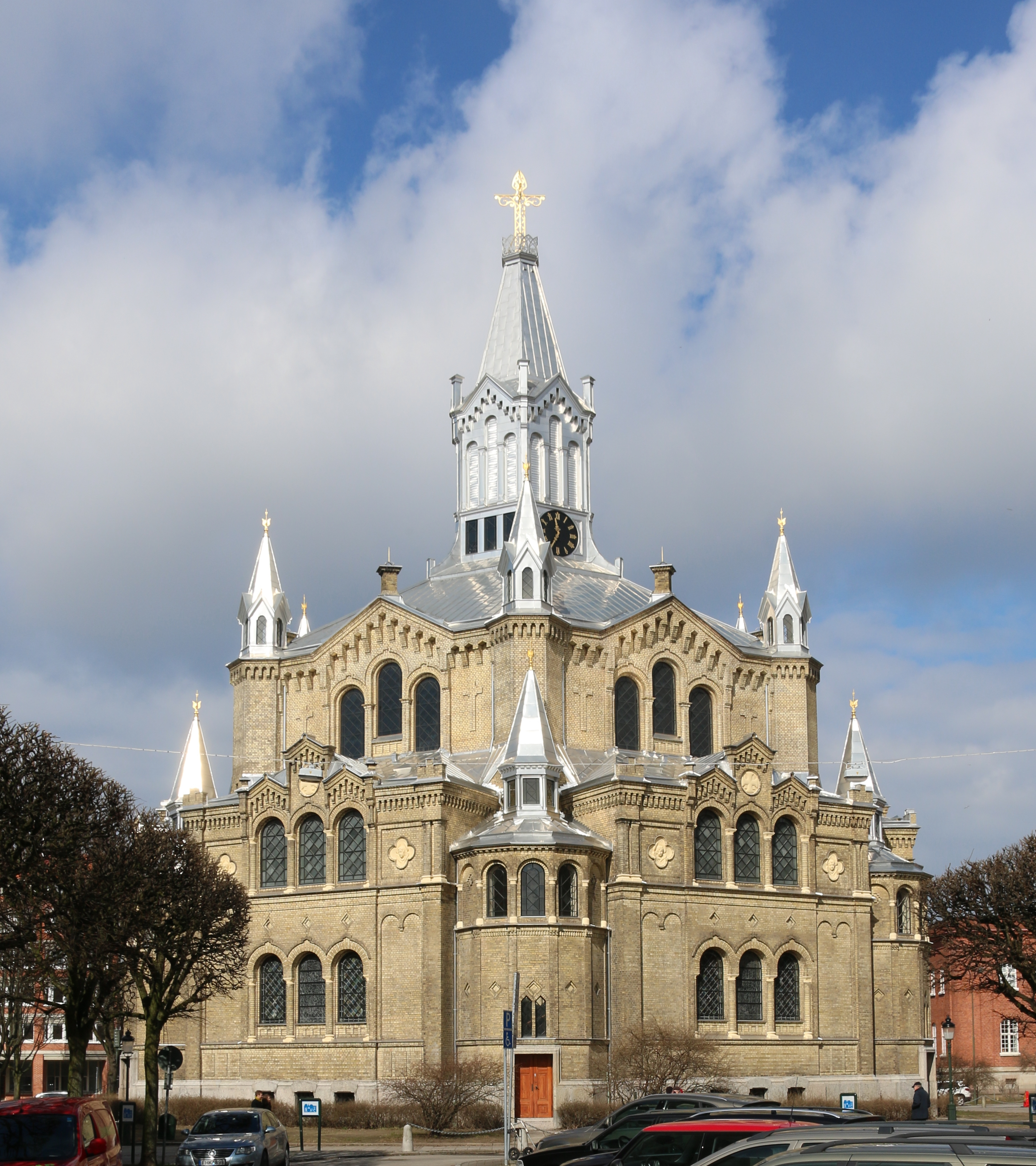
Sankt Pauli kyrka i Malmö
Caroli kyrka i Malmö
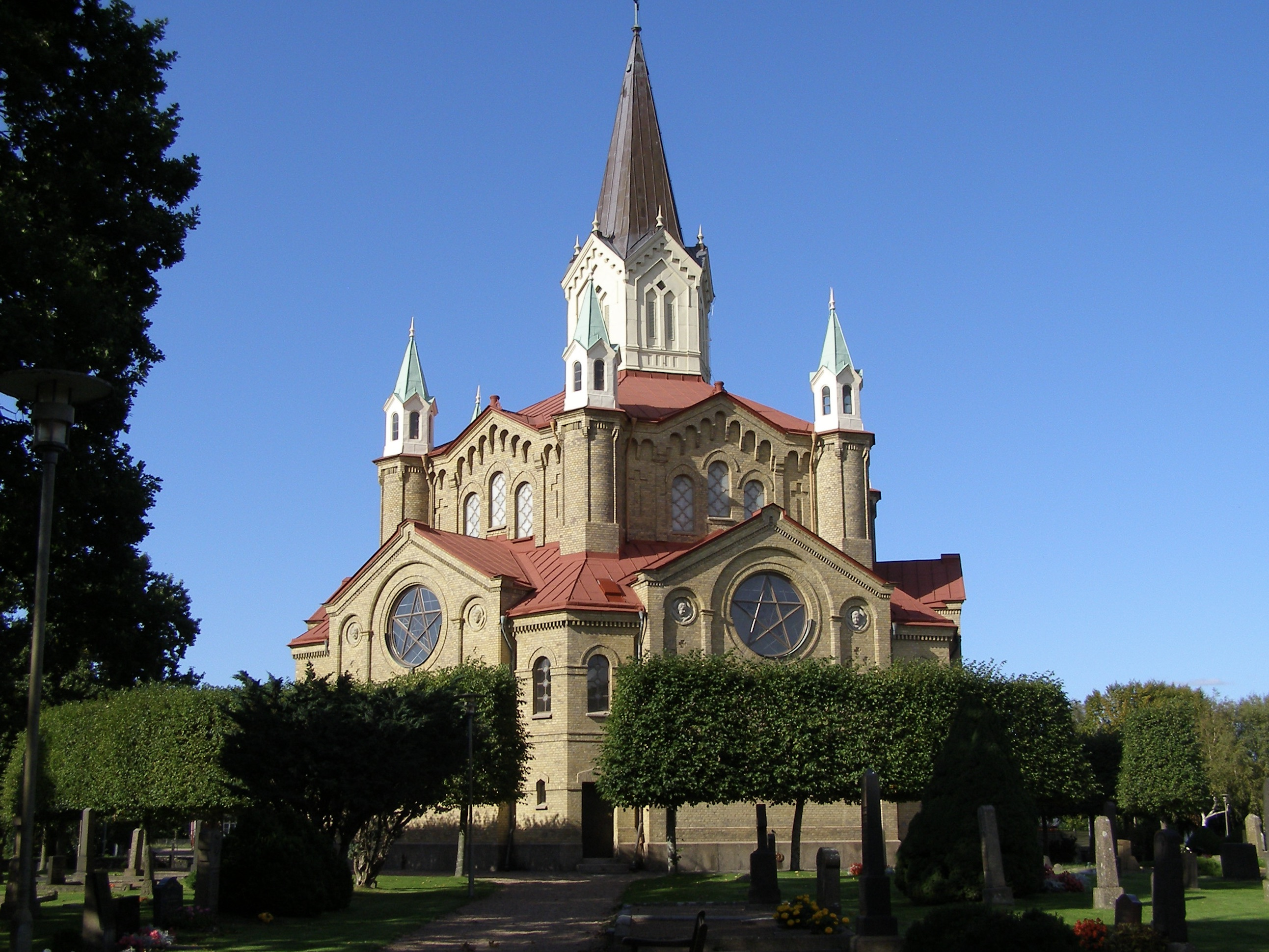
Snöstorps kyrka i Halmstads kommun
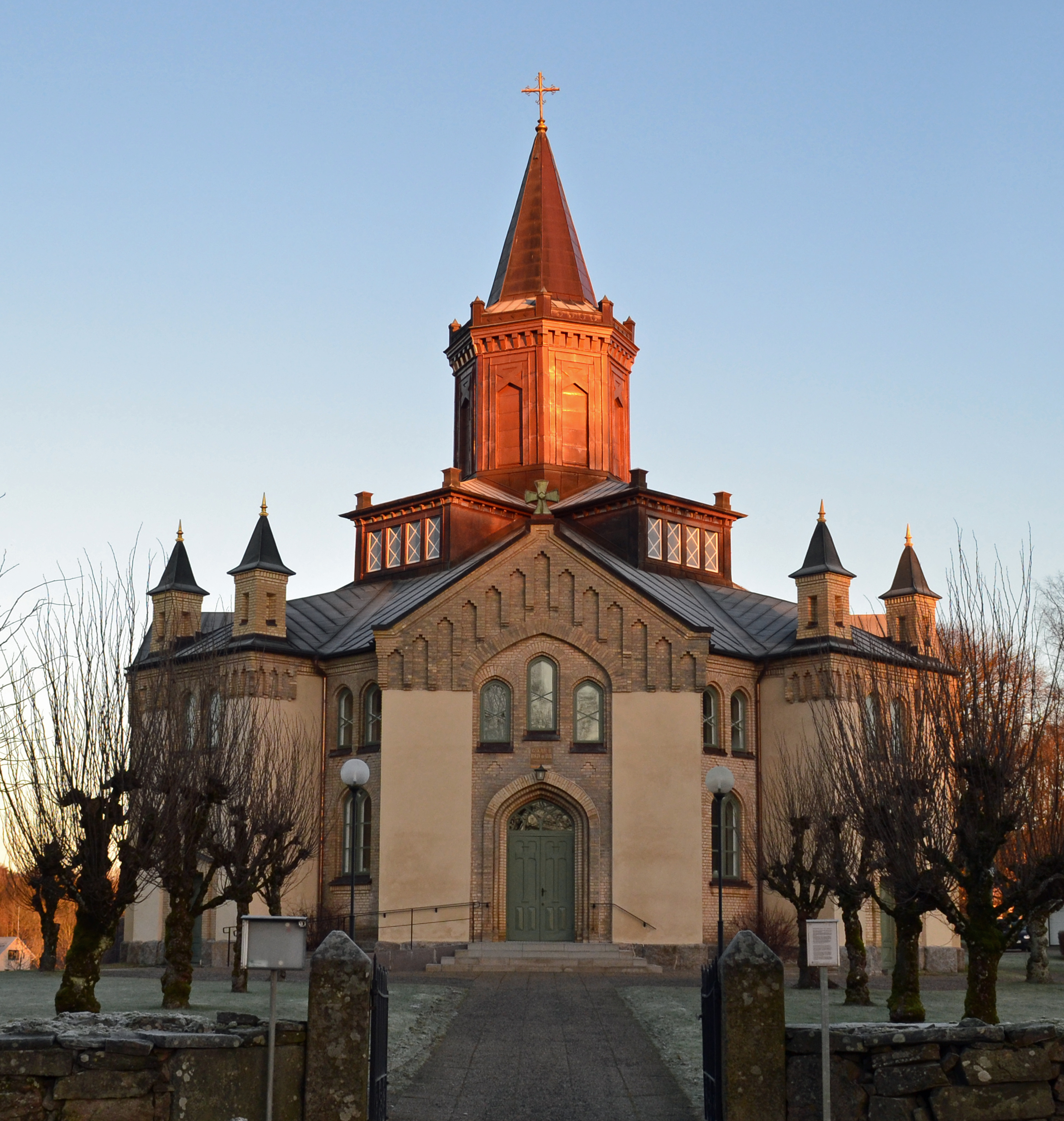
Kungsäters kyrka i Varbergs kommun
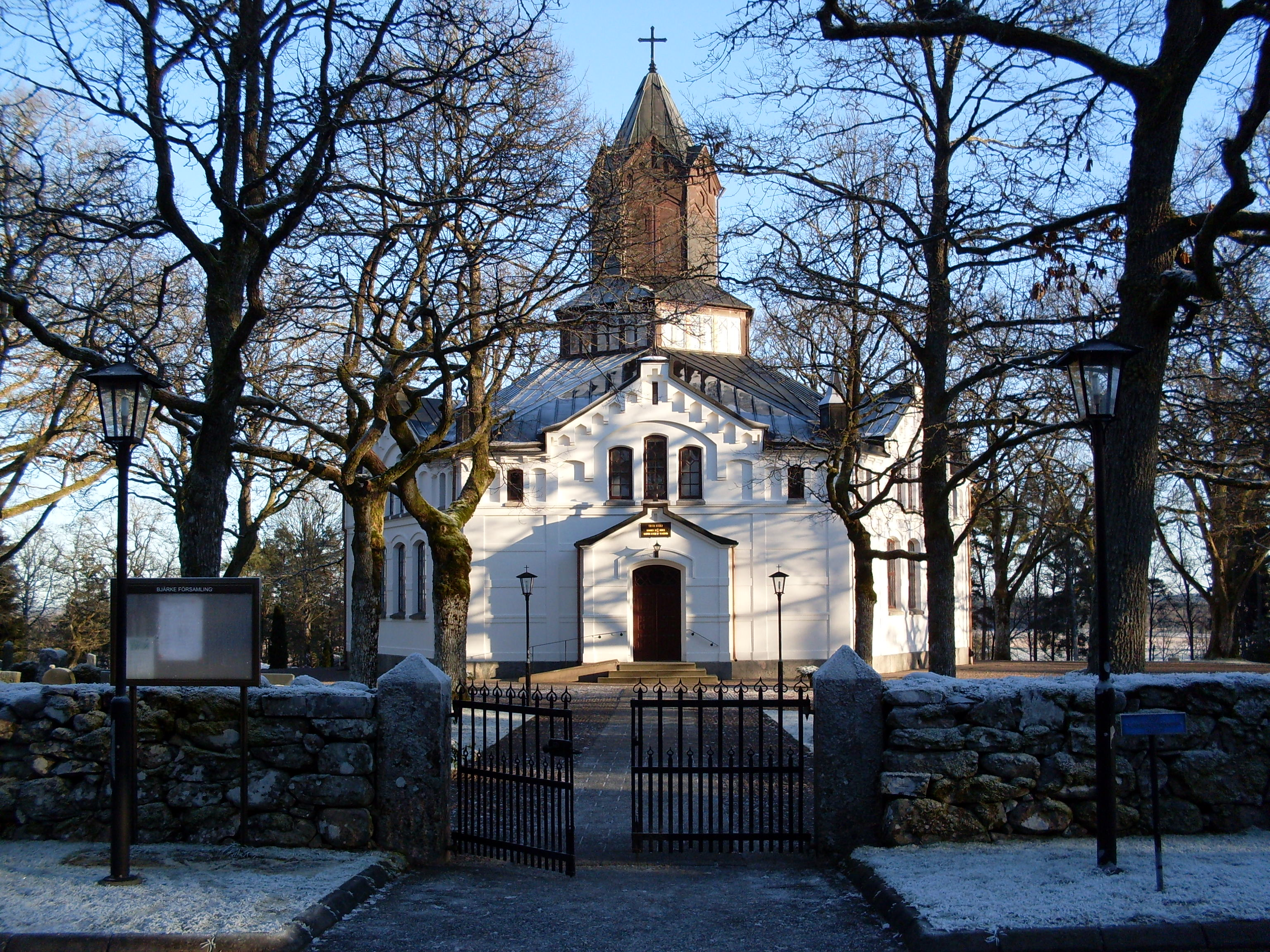
Erska kyrka
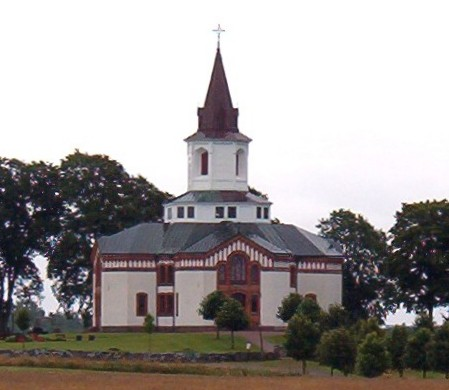
Håle-Tängs kyrka i Grästorps kommun
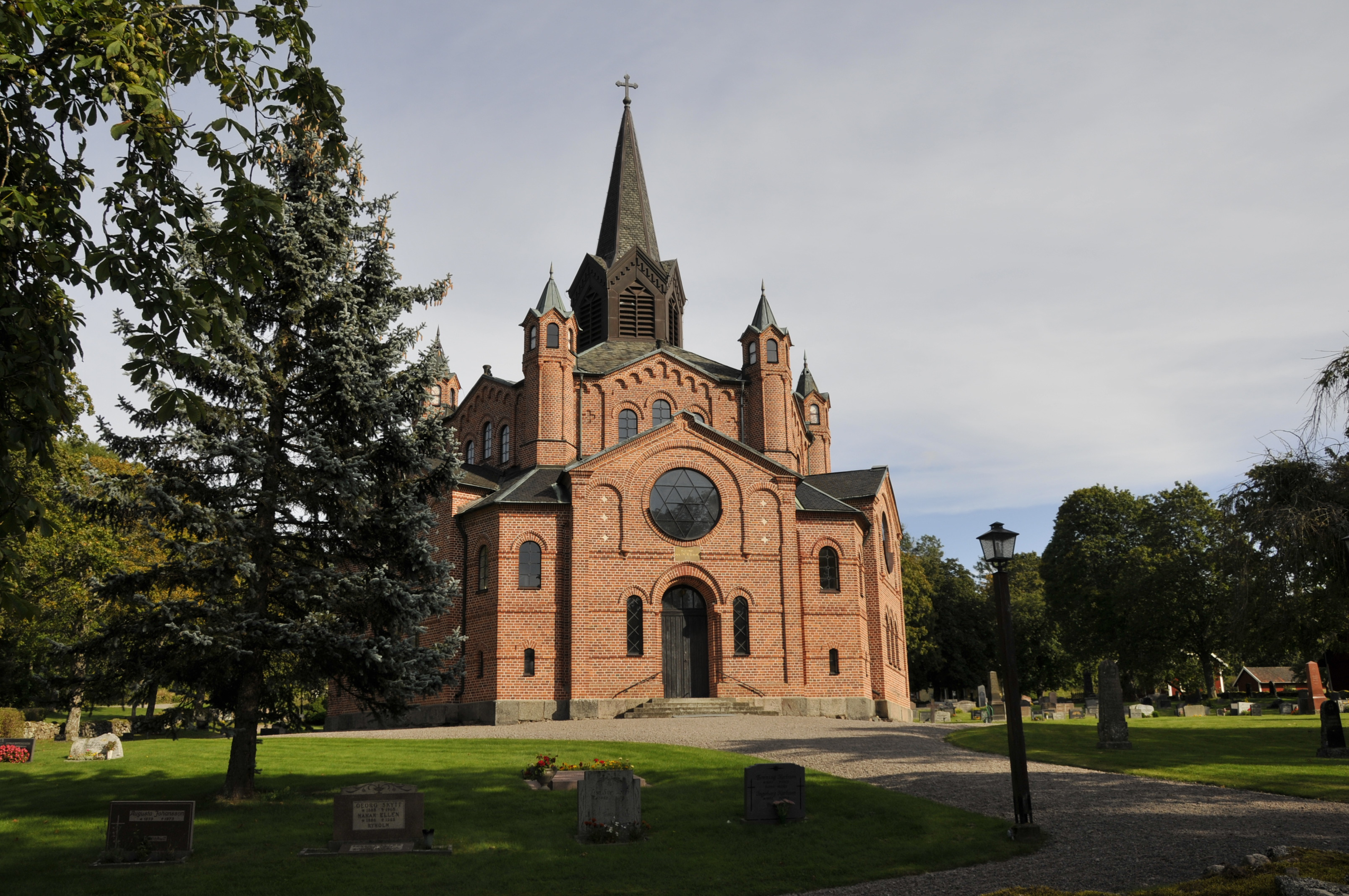
Beatebergs kyrka i Töreboda kommun
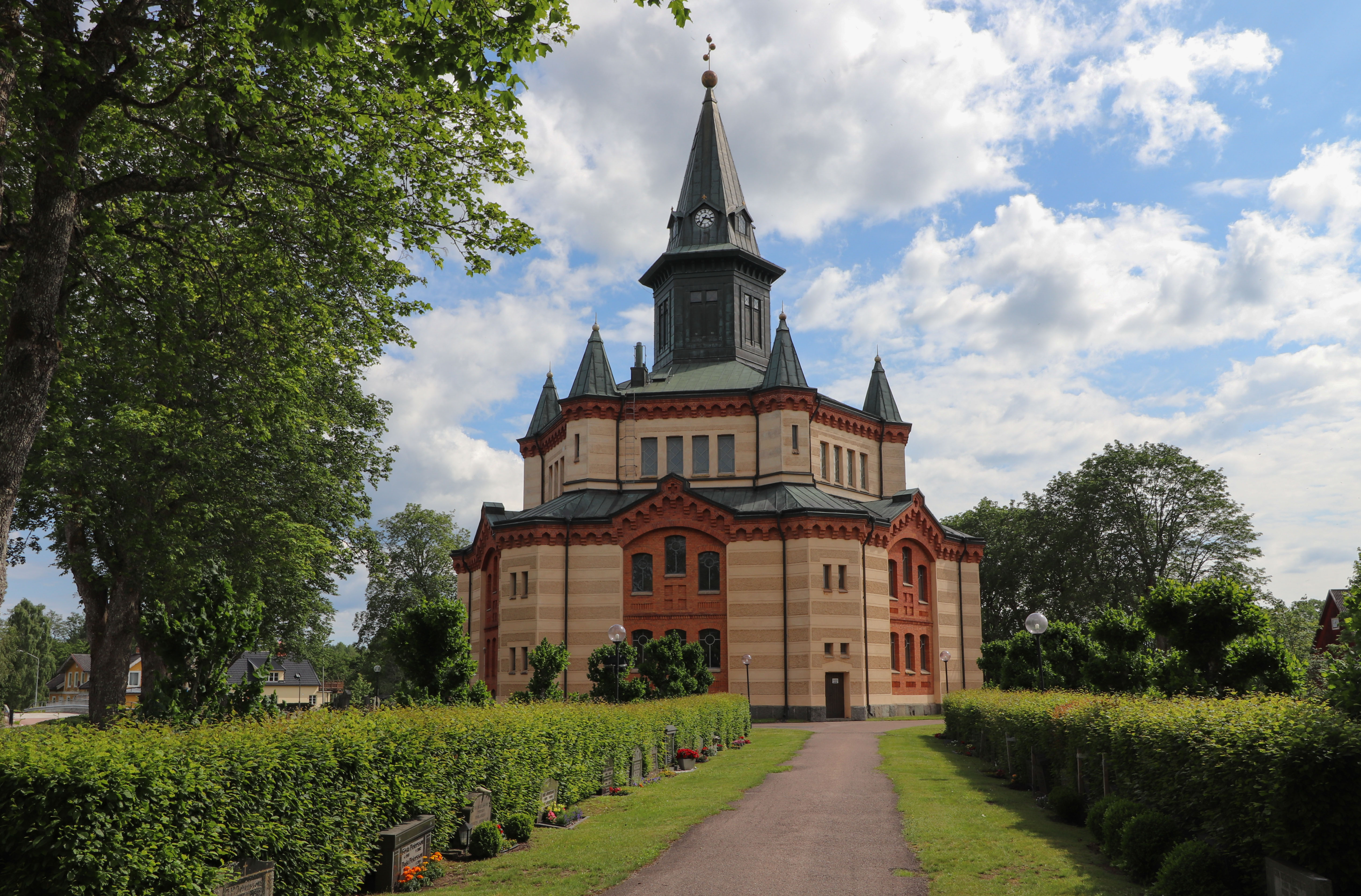
Örsjö kyrka, Småland
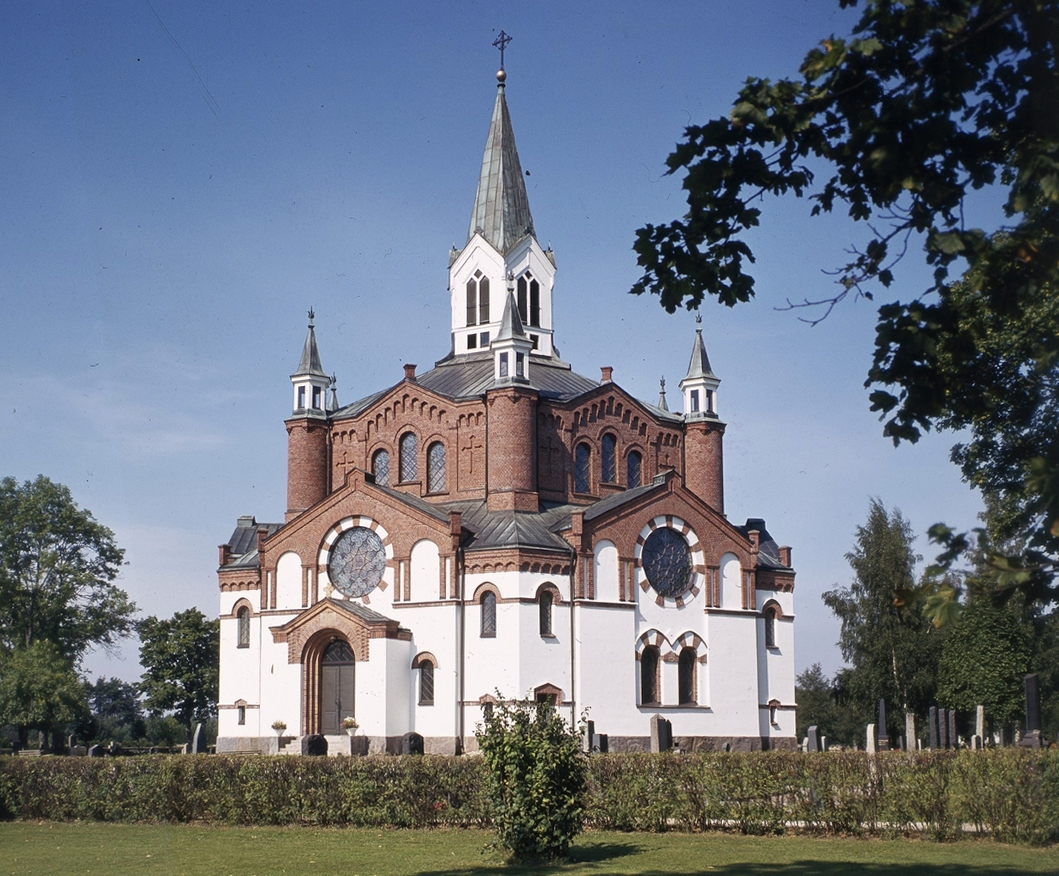
Tranemo kyrka

## Bildgalleri, profanbyggnader

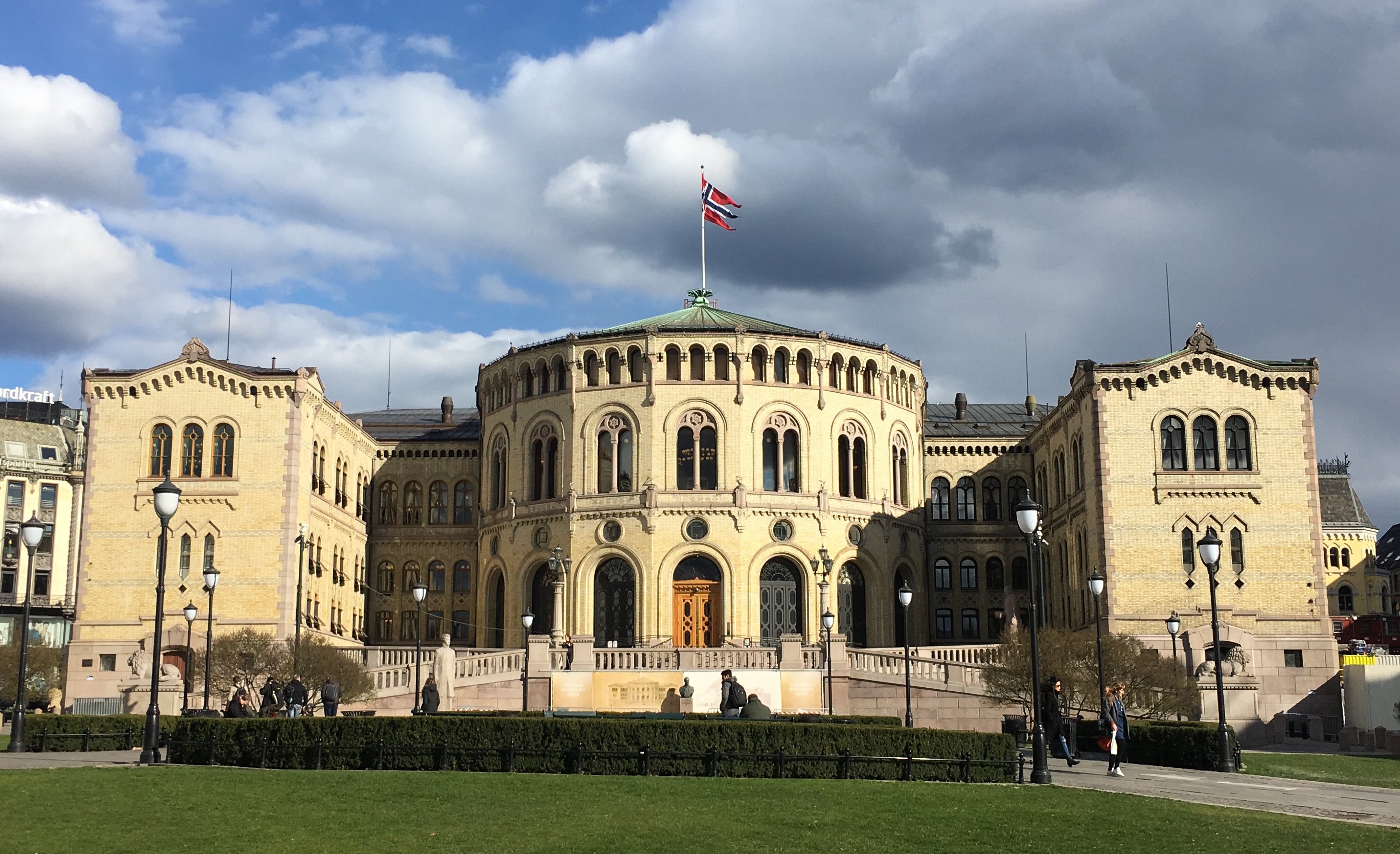
Stortingsbyggnaden i Oslo, uppförd 1866
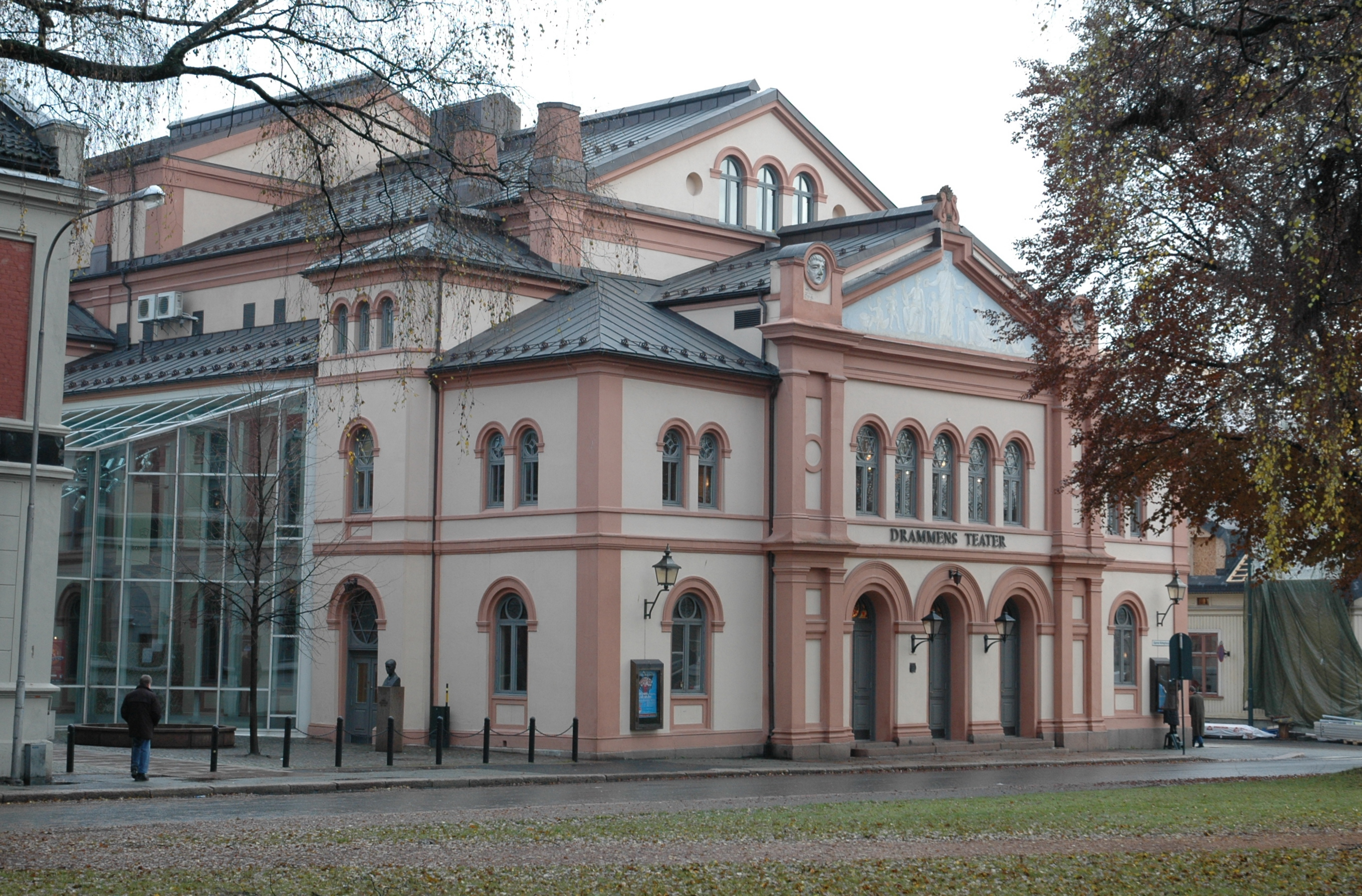
Drammens teater
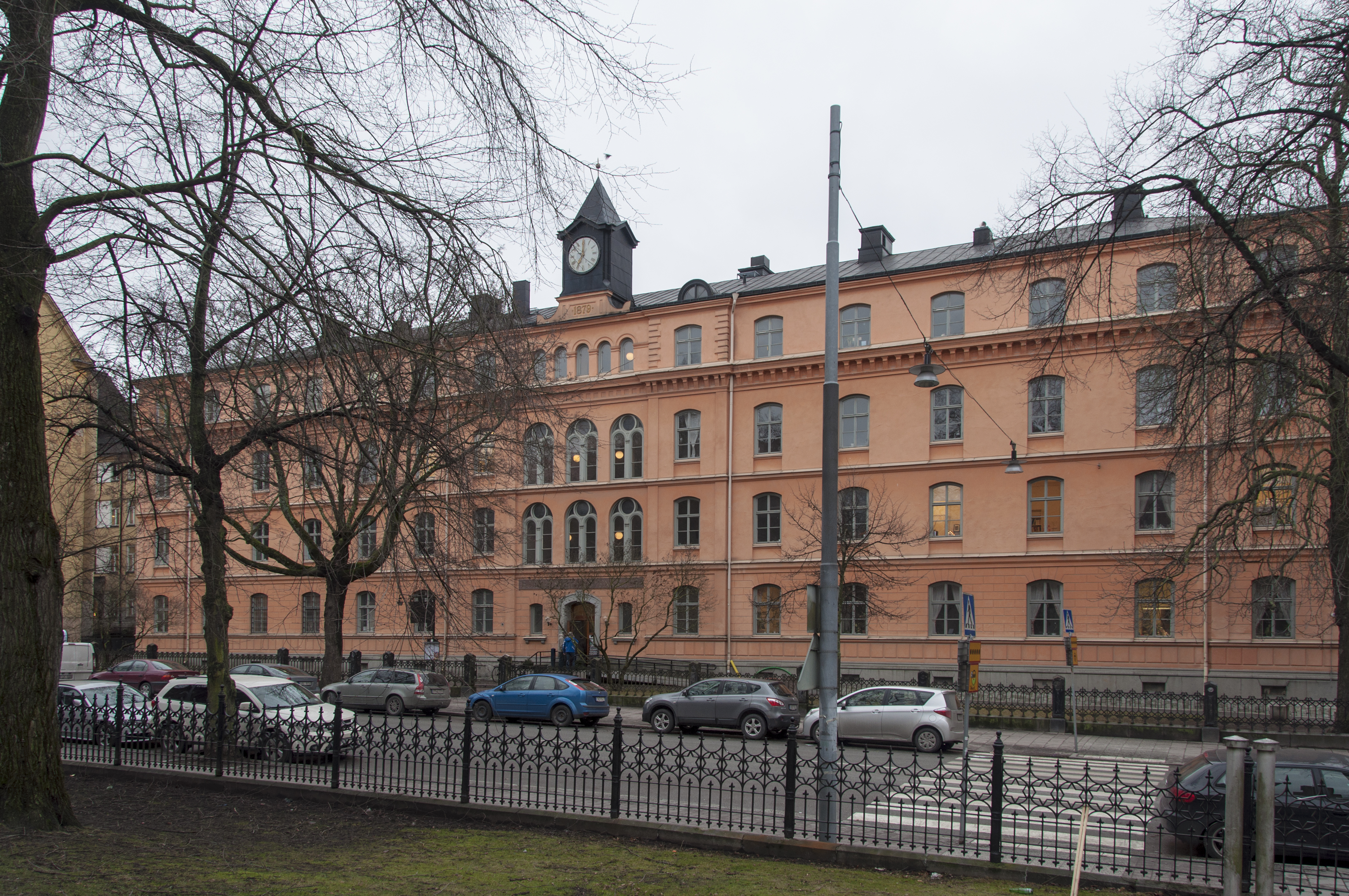
Borgerskapets änkehus, Stockholm
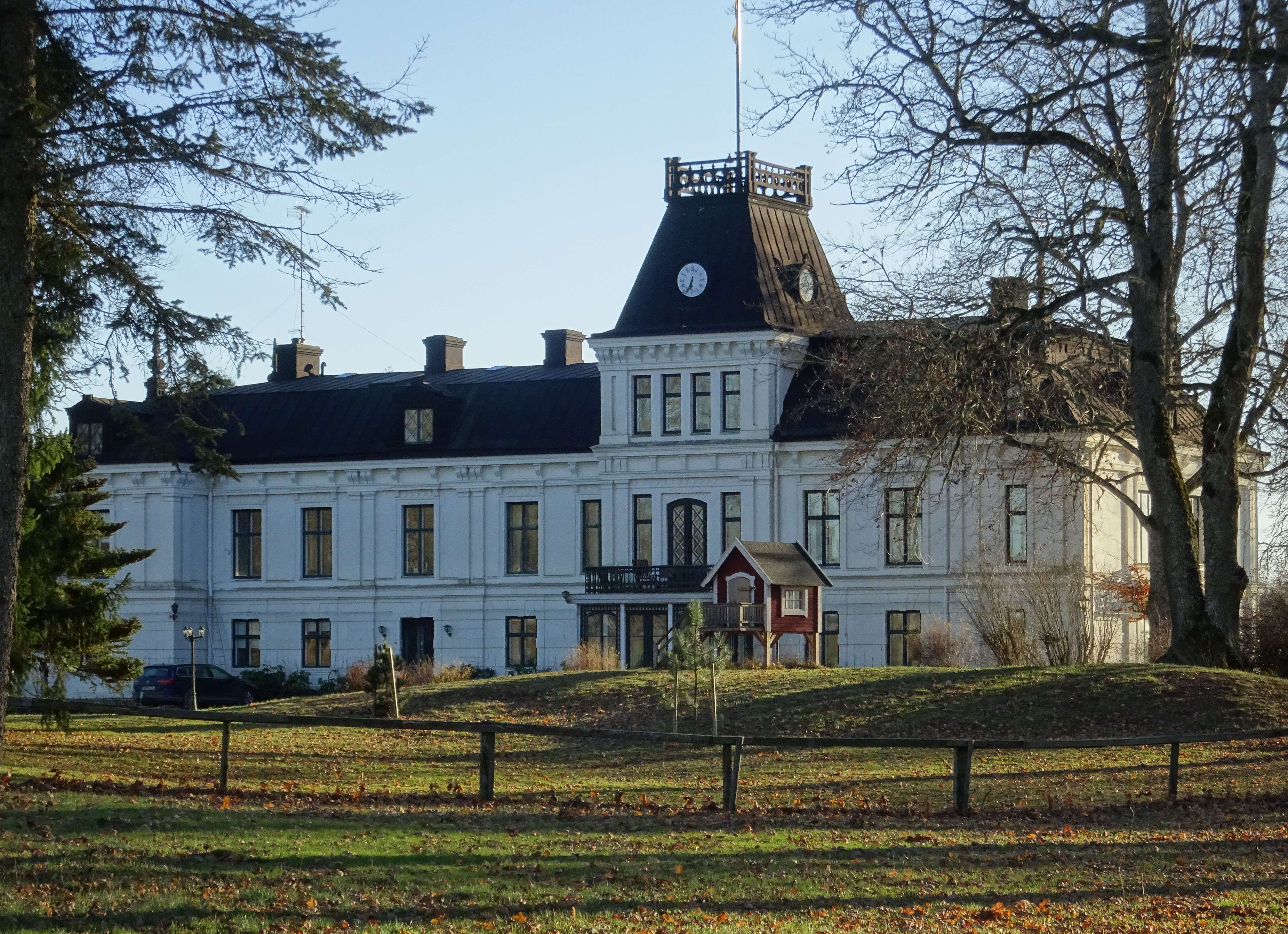
Fogelstad herrgård
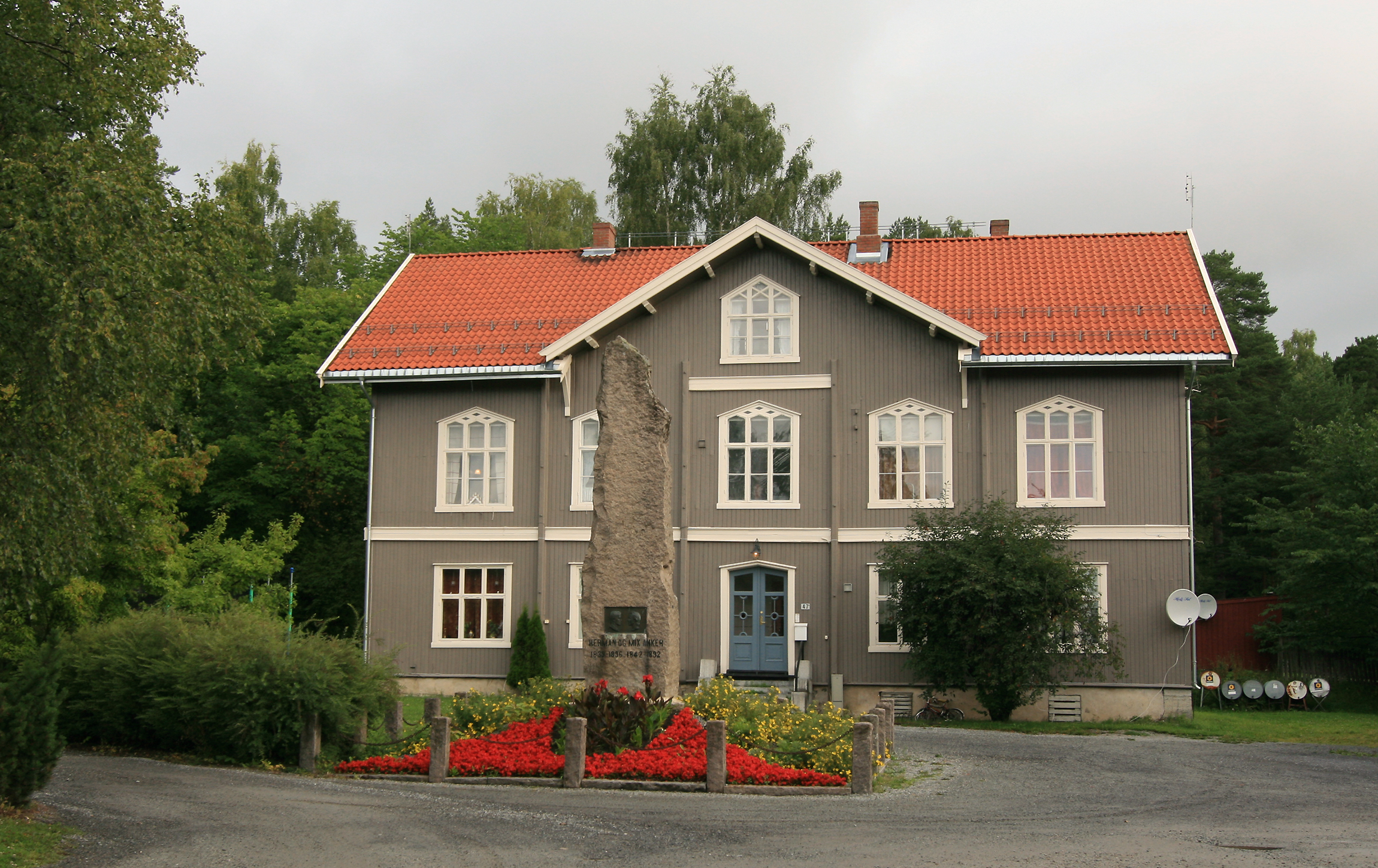
Sagatun Folkehøyskole, Hamar, 1864